# سیارک ۳۰۰۶
سیارک ۳۰۰۶ (به انگلیسی: 3006 Livadia، نامگذاری:1979SF11) سه هزار و ششمین سیارک کشف شده‌است که در ۲۴ سپتامبر ۱۹۷۹ کشف شد.
قدر مطلق سیارک برابر ۱۴٫۰۰ است.